# Addictive
Addictive war eine australische Thrash-Metal-Band aus Sydney, die im Jahr 1988 gegründet wurde und sich 1996 wieder auflöste.

## Geschichte
Die Band wurde im Jahr 1988 gegründet und bestand aus Bassist und Sänger Greg Smith, den Gitarristen Joe Buttigiey und Mick Sultana, sowie Schlagzeuger Matt Coffey. Noch im selben Jahr veröffentlichte die Band ihr erstes Demo Ward 74. Nachdem im Folgejahr das Debütalbum erschienen war, kam als neuer Schlagzeuger Steve Moore zur Besetzung. Danach nahm die Band ihr zweites Album Kick ’Em Hard mit Produzent Bob Daisley auf. Nach einiger Verzögerung erschien das Album im Jahr 1993. Im Jahr 1996 löste sich die Band auf.

## Stil
Die Band spielt klassischen Thrash Metal, der als eine Mischung aus Dark Angel, Metallica und Testament beschrieben wird, wobei der Gesang an James Hetfield erinnert. Textlich behandelt die Band Themen wie Alkoholismus, psychische Probleme, sowie die Zerstörung der Umwelt.

## Diskografie
- 1988: Ward 74 (Demo, Eigenveröffentlichung)
- 1989: Pity of Man (Album, Survival Records)
- 1993: Kick 'Em Hard (Album, Survival Records)
- 1997: Compilation (Kompilation, Survival Records)
- 2010: Crazy Train (Single, Quarterpipe Records)